# Залесье (Октябрьский район)
Залесье (бел. Зале́ссе) — деревня в Октябрьского района Гомельской области Республики Беларусь. В составе Октябрьского сельсовета.

## География

### Расположение
В 6 км к северу от городского посёлка Октябрьский, в 217 км от Гомеля, рядом с деревней — станция Бумажково (на ветке Бобруйск — Рабкор от линии Осиповичи — Жлобин).

### Водная система
На западе мелиоративные каналы.

### Экология и природа
На юге и востоке граничит с лесом.

### Транспортная сеть
Транспортная связь по автомобильным дорогам, соединяющим деревню с Октябрьским.

## История
По письменным источникам деревня известна с XVIII века как застенок Залесье в Бобруйском уезде Минского воеводства Великого Княжества Литовского. После второго раздела Речи Посполитой в 1793 году в составе Российской империи, в застенке жила чиншевая шляхта, занимавшаяся земледелием. По состоянию на 1897 год в Рудобельской волости Бобруйского уезда Минской губернии.
В 1931 году организован колхоз. С вводом в действие в 1932 году железной дороги Бобруйск — Старушки рядом с деревней начала действовать станция Залесье (сейчас — Бумажково).
Во время Великой Отечественной войны в апреле 1942 года немецкие каратели сожгли 9 дворов и убили 21 жителя.

## Население

### Численность
- 2011 год — 76 дворов, 170 жителей.

### Динамика
- 1795 год — 3 двора, 19 жителей.
- 1834 год — 4 двора.
- 1897 год — 14 дворов, 72 жителя
- 1908 год — 88 жителей
- 1917 год — 21 двор, 109 жителей
- 1959 год — 268 жителей (согласно переписи).
- 1997 год — 96 дворов, 232 жителя.
- 2011 год — 76 дворов, 170 жителей.

## Информация
Планировка — выгнутая улица, к которой на востоке примыкает небольшой обособленный участок застройки и железнодорожная станция Бумажково. Застройка преимущественно деревянными домами усадебного типа. Клуб, библиотека, магазин.

## Культура
- Залесский сельский клуб — филиал ГУК «Центр культурно-досуговой деятельности Октябрьского района»